# رند الرحيم فرانك
ناشطة سياسية عراقية ولدت عام 1949. عينت كسفيرة للعراق في الولايات المتحدة الأمريكية. ينظر إليها كعلمانية تحاول الانتقال بالعراق ليصبح بلد ديمقراطي متحرر.

## حياتها الشخصية
ولدت في بغداد لعائلة ثرية وأمضت جزء من طفولتها هناك، لأب شيعي وأم سنية. التحقت بمدرسة داخلية في إنجلترا ثم درست بجامعة كامبردج حيث حصلت على درجة الماجستير في اللغة الإنجليزية وبعدها التحقت بالسوربون. عملت كمصرفية وبمجال العملات الأجنبية في لبنان والبحرين وكذلك في لندن. انتقلت عائلتها إلى إنجلترا عام 1978 وهاجرت لاحقاً إلى الولايات المتحدة الأمريكية في عام 1981 حيث أصبحت مواطنة أمريكية في 1987.
رند متزوجة ولديها ابن واحد.

## حياتها السياسية
في عام 1991، أسست رند فرانك مؤسسة العراق في واشنطن للممارسة الضغط من أجل تحقيق الديمقراطية وحقوق الإنسان والتحول السياسي في العراق. مثلت مؤسسة العراق في المؤسسات الحكومية وغير الحكومية بصفتها مديرة تنفيذية، بما في ذلك التحدث أمام الكونجرس إلى لجنة العلاقات الخارجية بمجلس الشيوخ. ناصرت رند فرانك إدارة بوش في سياستها الخارجية في العراق وتعاطفت مع السياسة الخارجية للمحافظين الجدد. فهي علمانية حتى النخاع، حتى أنها لم ترتدي الحجاب عندما كانت سفيرة للعراق واستمرت في معارضة السياسة الأصولية في العراق. شاركت بلجنة تحرير العراق التي أقيمت للضغط على الكونجرس لتحقيق هدف الإدارة المتمثل في غزو العراق وإبعاد صدام حسين عن السلطة. في عام 2002، أدلت بشهادتها أمام لجنة العلاقات الخارجية بمجلس الشيوخ الأمريكي وشددت على الالتزام الطويل الأجل اللازم لإعادة بناء العراق. دعمت «بناء الدولة» مؤكدةً على النظام والقانون وكذلك درءاً للانتقام. لم تكن تريد تكرار عملية أفغانستان على وجه الخصوص، حيث قللت الولايات المتحدة من جهودها الفورية في إعادة إعمارها بعد سقوط حركة طالبان، واصفة هذه العملية بأنها «عملية كر وفر». كما اعتقدت أيضاً أنه من غير المحتمل أن ينقسم العراق إلى ثلاثة كيانات.
تقلدت رند فرانك منصب سفيرة العراق في الولايات المتحدة بتاريخ 23 نوفمبر 2003، وكان هذا حدث استثنائي نظراً لكونها مواطنة أمريكية. ولكن في أكتوبر 2004 أجبرت على الاستقالة بسبب الضغوط الأمريكية لأسباب شتى، كان من بينها حقيقة أنها أبدت ملاحظات انتقادية حول تعامل الولايات المتحدة مع العراق بعد انتهاء الحرب في شهادة أمام الكونجرس وبالمقابلات التلفزيونية، وأنها كانت ابنة عم مقربة من أحمد شلبي، ثم خضعت للتحقيق بتهمة تسريب معلومات استخباراتية إلى إيران، ولرفضها الواضح لقيادة وفد لزيارة الجرحى من القوات الأمريكية بالمستشفى العسكري والتر ريد.
في عام 2004، كانت ضيفة على لورا بوش في مقصورة السيدة الأولى في خطاب حالة الاتحاد. مؤسسة العراق (وهي منظمة شاركت في تأسيسها بنفسها) تساعد في تأسيس تحالف الحرية بين العراق وأمريكا الذي حاول التأكيد على التأثيرات الإيجابية للغزو والاحتلال الأمريكي للعراق. وتصف مهمتها بنشر «قصص العراقيون والأميركيون الذين يبنون مستقبلاً آمنًا ومستقرًا وديمقراطيًا في العراق». وصرحت بإنها تشعر بخيبة أمل تجاه جهود إعادة الإعمار بعد الحرب، خاصة الافتقار إلى التخطيط من البداية. إلا أنها واصلت دعم الإدارة وسياساتها، خاصة وأنهم أصبحوا أكثر تصميماً على استقرار العراق، واثقة بأن الإدارة الأمريكية يمكنها النجاح.
في 27 أبريل 2007، ظهرت رند فرانك في برنامج «أورايلي فاكتور» ودافعت بقوة عن وجود الولايات المتحدة في العراق.

## وجهات نظر
على الرغم من دعم رند فرانك للولايات المتحدة ولإدارة بوش، إلا أنها انتقدت دورها بشده وهذا ما يُعتقد أنه كان سببا لاستقالتها، كما أنها انتقدت دور العراقيين تجاه الولايات المتحدة. في مقابلة أخيرة أجراها مركز العلوم الجيدة الكبرى، قالت رند فرانك «أعتقد بوجود قدر بالغ من الإهمال، ليس شراً بل إهمال وعدم اكتراث، ولا أعتقد أنه من الممكن الحفاظ على علاقة سليمة بشخص أو بمجموعة من الأشخاص إلا بعدما تظهر اهتمامك بصفة مستمرة». تطالب رند فرانك بضرورة التفهم والتعاطف من كلا الجانبين إذا وجدت الرغبة لإصلاح العراق. واختتمت قائلة: «يتعلق الأمر بإظهار أنك تهتم بأمر الآخر وأنك في شراكه معه، وليس علاقة بين مستولٍ ومستولى عليه أوعلاقة بين قويٍ وضعيف».